# Ato de Uniformidade de 1662
Ato de Uniformidade de 1662, que obrigava o uso do Livro de Oração Comum e isso deveria ser obedecido por todos os clérigos da época, e exigia a ordenação episcopal dos clérigos, cerca de 2 000 ministros puritanos se viram forçados a deixar a Igreja da Inglaterra por conta dessa ordenança.